# Exetastes inveteratus
Exetastes inveteratus là một loài tò vò trong họ Ichneumonidae.